# 人間禅
人間禅（にんげんぜん）は、日本の禅道場の一つ。一般社会人を対象にした禅会であり、師家も在家のままである。千葉県市川市に本拠地を置く宗教法人である。

## 概要
人間禅は、耕雲庵立田英山が1949年3月に、設立。
1875年（明治8年）、奥宮慥斎、山岡鉄舟、高橋泥舟、鳥尾得庵、中江兆民等が鎌倉円覚寺の蒼龍窟今北洪川管長を拝請し、一般の人々を対象として始めた修禅の会「両忘会」に源を発している。
今北洪川の指導の下、奥宮慥斎らが中心となって設立された両忘会は、「在家の人々の禅の修行の必要性」を説く在家主義を標榜する。
1901年（明治34年）今北洪川の法を継いだ楞迦窟釈宗演の門下の両忘庵釈宗活が両忘会を主宰する。
1915年（大正4年）、田中大綱が谷中天王寺寺域に擇木道場を建設。両忘会に寄付。
1925年（大正14年）には、両忘会を財団法人両忘協会へと発展させる。
1936年（昭和11年）市川市に新道場落成（現人間禅本部道場）。
1940年（昭和15年）宗教団体法施行を受け、宗教団体「両忘禅協会」として届出。
1949年（昭和24年）両忘禅協会は発展的解散。釈宗活の法を継いだ立田英山を初代の総裁とする「人間禅」を設立。
北は札幌から南は鹿児島まで33カ所で、在家禅・人間形成の禅を志す人々が参集し、生粋の臨済禅に参じている。
現総裁（第六世総裁）千鈞庵佐瀬霞山他14名の師家が33カ所での摂心会・参禅会を分担して担当している。

## 人間禅の特徴
明治８年に設立された「両忘会」の特徴を継承し、発展させている（北は札幌から、南は鹿児島まで、33カ所に人間禅の座禅会があり、座禅や参禅を行っている）。
1. 人間形成、人づくりのための禅会である。
2. 脱俗出家した僧侶のみを対象にせず、一般社会人（居士）を対象にした禅会であり、師家も在家のままである。
3. 『立教の主旨』に基づいている。
4. 従来の僧堂では口伝とされてきた公案の中から、「二百則」を厳選し、浅深に従って段階的に整理した『瓦筌集』を制定し公開している。
5. 組織内民主主義を徹底するため、ふさわしい規則・細則を制定している。
6. 法輪・法務と食輪・総務を明確に区分し、檀家制度によらず、会費制による独立運営をしている。

伝法中心の禅はいままで僧侶にしか許されていなかったが、職業、男女（居士・禅子）、年齢を問わず、開かれた「人間形成の禅」として、身をもって伝法・布教の責任を担おうという取り組みをしている。
禅の歴史にかってない新しい僧伽の在り方について、問題提起しているといえる。

### 立教の主旨
1. 人間禅は、自利利他の願輪を廻らして、ほんとうの人生を味わいつつ、世界楽土を建設するのを目的とする。
2. 人間禅は、坐禅の修行によって、転迷開悟の実を挙げ、仏祖の慧命を永遠に進展せしめる。
3. 人間禅は、正しく・楽しく・仲よく　人間味の豊かな人々の家庭である。
4. 人間禅は、禅　本来の面目なる自由と平等とを尚び、各自の人格を尊重する。
5. 人間禅は、神秘を語らず迷信を説かず、堂々と如是法を挙揚し、合掌して人間禅を宣布する。

### 五戒
1. 嘘を ついては いけない
2. 怠けては いけない
3. やりっぱなしに しては いけない
4. 我儘（わがまま）しては　いけない
5. ひとに迷惑をかけてはいけない

### 三禁令
1. 道友の信を　裏切っては　ならない
2. 役位の命に　違背しては　ならない
3. 室内の事（じ）は　他言（たごん）してはならない

### 施設
日本国内33の座禅会（2019年度）がある。
夫々の地域でその地域の座禅会所属或いは個人で「静坐会」を開いており、その数は40カ所以上になる。
座禅会の所在地は、公式サイトで公表されている。

## 活動
坐禅会以外にも剣道部「宏道会」（古流剣術（小野派一刀流・直心影流））、茶道部、俳句部などが活動している。
年代・性別に　学生青年部・壮年部・女性部　などの活動もある。
機関誌「禅」を年４回発行。希望者には頒布している。公式サイトからもバックナンバーのPDF版が入手できる。
本部道場敷地内にて市川市小規模認可保育園を運営している。

## アクセス
- 人間禅本部道場　北総鉄道北総線「矢切駅」下車、徒歩3分（式場病院と国際医療福祉大学市川病院の間）

## 参考図書
「数息観のすすめ」立田英山述、人間禅出版部、1954
「人間形成と禅」立田英山、人間禅出版部、1959
「禅の話」白田貴郎、池田書店、1961
「禅と人間形成」立田英山、春秋社、1973
「人間禅　30年史」1977
「剣と禅」小川忠太郎、人間禅出版部、1985
「禅を生きる　新時代を開く東洋の心」小野嘉夫、河出書房新社、1990
「禅入門」芳賀幸四郎、タチバナ教養文庫、1995
「新版一行物―禅語の茶掛〈上巻〉」「同〈下巻〉」芳賀幸四郎、淡交社、1996
「五燈会元鈔講話　－中国禅会の巨匠たちー」芳賀洞然、淡交社、1996
「人間禅　50年史」1999
「坐禅の効用」丸川雄浄、サンガ、2018
「人づくり肚づくりと禅」丸川雄浄、サンガ、2018
「AI時代と禅」丸川雄浄、北斗書房、2020
機関誌「禅」